# Ceilão nos Jogos Olímpicos de Verão de 1948
O Ceilão (atual Sri Lanka) competiu nos Jogos Olímpicos de Verão de 1948, realizados em Londres, Inglaterra.
O país participou com 7 esportistas, sendo 3 no atletismo, e 4 no boxe. Duncan White recebeu a medalha de prata no Atletismo.

## Medalhistas
| Medalha                   | Nome         | Esporte   | Evento                       | Referência |
| ------------------------- | ------------ | --------- | ---------------------------- | ---------- |
| Predefinição:Silver medal | Duncan White | Atletismo | 400 metros hurdles masculino | [ 2 ]      |